# Melis Hacic
Melis Hacic (* 8. September 1994 in Istanbul) ist eine türkische Schauspielerin und Model.

## Leben und Karriere
Hacic wurde am 8. September 1994 in Istanbul geboren. Sie studierte an der İstanbul Aydın Üniversitesi. Hacic ist serbischer Abstammung und ihre Familie mütterlicherseits stammt ursprünglich aus Jugoslawien. Sie spielte eine Zeit lang Basket- und Volleyball bei Fenerbahçe. Ihr Debüt gab sie 2017 in der Serie Börü Anschließend trat sie 2018 in Bir Litre Gözyaşı auf 2019 bekam sie eine Rolle in Kardeş Çocukları.

## Filmografie
Filme
- 2018: Börü

Serien
- 2018: Börü
- 2018: Bir Litre Gözyaşı
- 2019: Kardeş Çocukları

Sendungen
- 2020: Aslı Şafakla İşin Aslı